# Josh Murphy
Joshua Murphy, född 24 februari 1995, är en engelsk fotbollsspelare som spelar för Oxford United. Hans tvillingbror, Jacob Murphy, är också en fotbollsspelare.

## Karriär
Den 12 juni 2018 värvades Murphy av Cardiff City, där han skrev på ett fyraårskontrakt. Den 31 augusti 2021 lånades Murphy ut till Preston North End på ett säsongslån.
Den 26 juli 2022 värvades Murphy på fri transfer av Oxford United, där han skrev på ett tvåårskontrakt.